# Невеселы, Станислав
Станислав Невеселы (чеш. Stanislav Neveselý; 17 мая 1936, Бржилице — 24 июля 2023) — чехословацкий хоккеист и тренер. Был ассистентом главного тренера сборной Чехословакии на победном чемпионате мира 1985 года. Член Зала славы чешского хоккея.

## Биография
Станислав Невеселы играл в хоккей на позиции нападающего. Выступал за «Литомержице», пражскую «Спарту» и йиглавскую «Дуклу». В 1965 году будучи хоккеистом стал ассистентом тренера «Дуклы». Закончив играть в хоккей в 1967 году, Невеселы продолжил тренировать «Дуклу». Является 10-кратным чемпионом Чехословакии (1 раз как игрок и 9 раз как тренер). Также тренировал в Швейцарии и Германии. В качестве ассистента Лудека Букача работал на победном для сборной Чехословакии чемпионате мира 1985 года. Был главным тренером сборной на чемпионате мира 1991 года.
4 ноября 2008 года был принят в Зал славы чешского хоккея.
Умер 24 июля 2023 года в возрасте 87 лет.

## Достижения

### Игрок
- Чемпион Чехословакии 1967

### Главный тренер
- Чемпион Чехословакии 1983—85

### Ассистент тренера
- Чемпион мира 1985
- Чемпион Чехословакии 1968—72, 1974
- Серебряный призёр чемпионатов мира 1982, 1983 и Олимпийских игр 1984
- Бронзовый призёр чемпионата мира 1981

## Статистика
- Чемпионат Чехословакии — 169 игр, 33 гола